# Anisoceras bioculata
Anisoceras bioculata är en ringmaskart som beskrevs av Grube 1856. Anisoceras bioculata ingår i släktet Anisoceras och familjen Dorvilleidae. Inga underarter finns listade i Catalogue of Life.